# صندوق توسعه اقتصادی عرب کویت
صندوق توسعه اقتصادی عرب کویت (KFAED) (به عربی: الصندوق الکویتی للتنمیة الإقتصادیة العربیة)، که معمولاً به عنوان صندوق کویت شناخته می‌شود، آژانس دولتی کویت برای ارائه و اداره کمک‌های مالی و فنی به کشورهای در حال توسعه است.

## تاریخچه و مشخصات
صندوق کویت که در دسامبر ۱۹۶۱ توسط شیخ جابر احمد الصباح وزیر دارایی وقت تأسیس شد، اندکی پس از استقلال کشور عملیاتی شد و اطمینان حاصل کرد که ثروت نفتی تازه کشف شده کویت به نفع همسایگان و دوستان قرار می‌گیرد. صندوق به‌عنوان پیامی از سوی مردم کویت ایجاد شد و تضمین می‌کرد که «در اینجا ما در حال تغییر جزر و مد هستیم، اما دوستان نیازمند خود را فراموش نخواهیم کرد».
صندوق کویت اولین آژانس کمکی در جهان است که توسط یک کشور در حال توسعه تأسیس شده است. صندوق کویت در ابتدا با سرمایه ۵۰ میلیون دینار تأسیس شد که در سال ۱۹۶۶ به ۲۰۰ میلیون دینار افزایش یافت.
زمانی که صندوق کویت برای اولین بار در سال ۱۹۶۱ تأسیس شد، اتفاقی تعجب‌برانگیز و بی‌سابقه بود. اینجا کویت بود، کشور کوچکی که تا همین اواخر در زمره فقیرترین نقاط جهان بود و در سال استقلال سیاسی خود یک صندوق توسعه تأسیس کرد. در حالی که از رونق تازه یافته خود استقبال می‌کرد، اعلام می‌کرد که تمایل دارد ثروت آینده خود را با همسایگان عرب خود به اشتراک بگذارد.
- رابرت مک نامارا، رئیس بانک جهانی (۱۹۶۸–۱۹۸۱)[۴]

صندوق کویت در حال حاضر در المرگاب شهر کویت در دو ساختمان اداری به ترتیب برای امور اداری و عملیاتی قرار دارد. این صندوق که به عنوان یک بازوی نیمه مستقل از دولت کویت اداره می‌شود، علیرغم نظارت دولتی، حاکمیت خود را بر عملیات خود حفظ می‌کند. در ابتدا نخست‌وزیر کویت ریاست هیئت مدیره صندوق را بر عهده داشت. با این حال، در سال ۲۰۰۳، اصلاحیه ای در قانون به تصویب رسید که کنترل صندوق کویت را به وزیر امور خارجه واگذار کرد.
در ژوئیه ۱۹۷۴، دامنه فعالیت صندوق به بقیه کشورهای در حال توسعه گسترش یافت (از مأموریت اولیه آن که صرفاً به کشورهای جهان عرب کمک می کرد) و سرمایه آن از ۲۰۰ میلیون دینار به هزار میلیارد دینار افزایش یافت.
در مارس ۱۹۸۱، سرمایه صندوق کویت مجدداً افزایش یافت، این بار دو برابر شد و به ۲ هزار میلیون دینار رسید و دامنه آن افزایش یافت و شامل مشارکت در سرمایه و منابع مؤسسات توسعه و در سرمایه سهام برخی از نهادهای شرکتی بود.

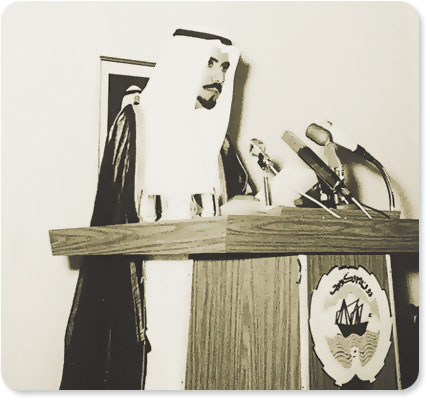
شیخ جابر الاحمد الجابر الصباح در گشایش صندوق توسعه اقتصادی عربی کویت در سال ۱۹۶۱ م.

مرکز صندوق توسعه اقتصادی عربی در ۱۹۹۰، در زمان اشغال کویت توسط عراق

صندوق کویت در طول تهاجم عراق به کویت در سال ۱۹۹۰ همچنان فعال بود در حالی که مقر به طور کامل غارت شد، صندوق مدت کوتاهی پس از آزادسازی کویت، فعالیت خود را مجددا شروع کرد. از طریق صندوق کویت، کویت نسبت کمک خارجی بالاتری (به عنوان درصدی از تولید ناخالص ملی) نسبت به سایر کشورهای دارای مازاد سرمایه غنی دارد. کویت به راحتی به هدف 0.7 درصد تولید ناخالص ملی که سازمان ملل برای کمک های توسعه مشخص کرده است، دست یافته و از آن فراتر می رود. دولت کویت همچنین حمایت و کمک های خود را به منابع سایر نهادهای توسعه بین المللی مانند صندوق توسعه اقتصادی و اجتماعی عرب، بانک توسعه آفریقا، صندوق بین المللی توسعه کشاورزی و انجمن توسعه بین المللی از طریق صندوق کویت حفظ می کند.
طبق قانون جدید، صندوق کویت موظف است تا ۲۵ درصد از درآمد خالص سالانه خود را به عنوان سهمی از منابع خود به سازمان دولتی کمک های مسکن منتقل کند.
از سال ۲۰۰۴، صندوق کویت برنامه آموزشی نیمه سالانه را برای مهندسان و معماران کویتی تازه فارغ التحصیل راه اندازی کرده است. این برنامه با هزینه ای در حدود ۱ میلیون دینار کویت در سال  به دنبال آموزش حدود ۴۰ مهندس و معمار در سال، با ارائه دوره های آموزشی داخلی، یک دوره کارآموزی شش ماهه در یک شرکت بین المللی در خارج از کشور، و یک دوره کارآموزی محلی در کویت است. هدف از این برنامه، همانطور که شیخ محمد الصباح السالم الصباح، وزیر امور خارجه کنونی اعلام کرد، آموزش و آماده سازی مهندسان و معماران کویتی برای کار در بخش خصوصی کویتی است که در حال گسترش است. برنامه مشابهی برای دانشجویان بازرگانی در سازمان سرمایه گذاری کویت برگزار می شود.
صندوق کویت از زمان تأسیس خود در مجموع ۱۰۵۶ وام به ۱۲۰ کشور ذینفع داده است که مجموعاً ۶,۸۳۵,۲۲۴,۱۸۰ میلیارد دینار کویت بیش از ۳۰۰ بسته کمک های مالی و کمک های فنی به ۸۸ کشور و مؤسسه توزیع شده است که مجموعاً ۹۸.۵۴ میلیون دینار کویت می باشد.
بر اساس گزارش OECD، کمک های رسمی صندوق توسعه کویت در سال ۲۰۲۰ با کاهش ۵۲ درصدی به ۳۹۴ میلیون دلار آمریکا رسید.
در ۵ مه ۲۰۲۱، صندوق توسعه کویت و برنامه توسعه سازمان ملل متحد (UNDP) توافقنامه ای را برای حمایت از کشورهای درگیر بحران و اهداف توسعه پایدار (SDGs) امضا کردند.